# Programa Explorer

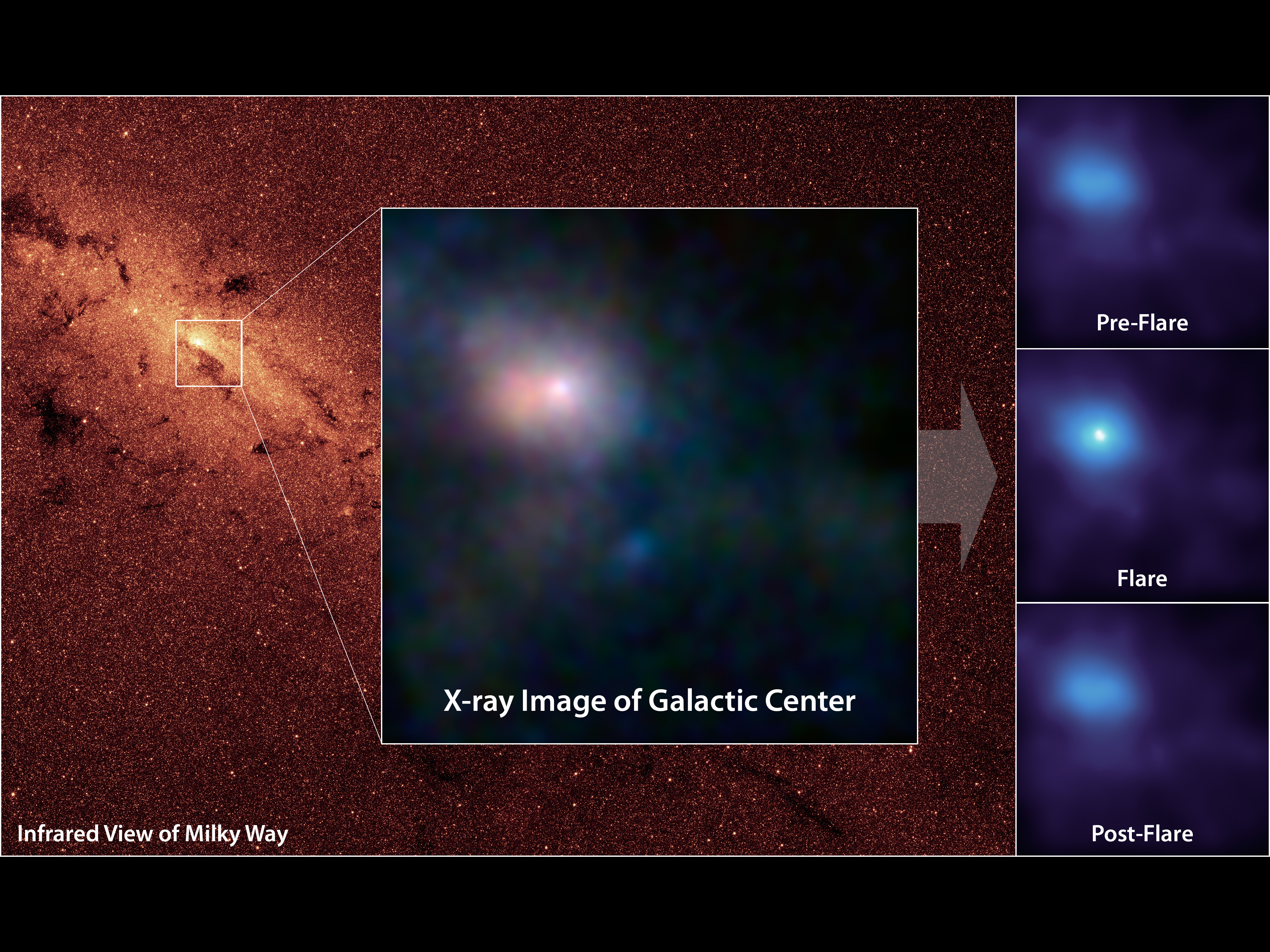
L'últim Explorer observa un forat negre actiu de la Via Làctia

El programa Explorer és un programa d'exploració espacial dels Estats Units que proporciona oportunitats de vol per investigacions de física, heliofísica, i astrofísica des de l'espai. Amb 90 missions espacials llançades des del 1958, encara és en actiu. Començant amb l'Explorer 6, com a programa de la NASA, i ha treballat amb una varietat d'altres institucions i empreses, incloent a molts socis internacionals.

## Història

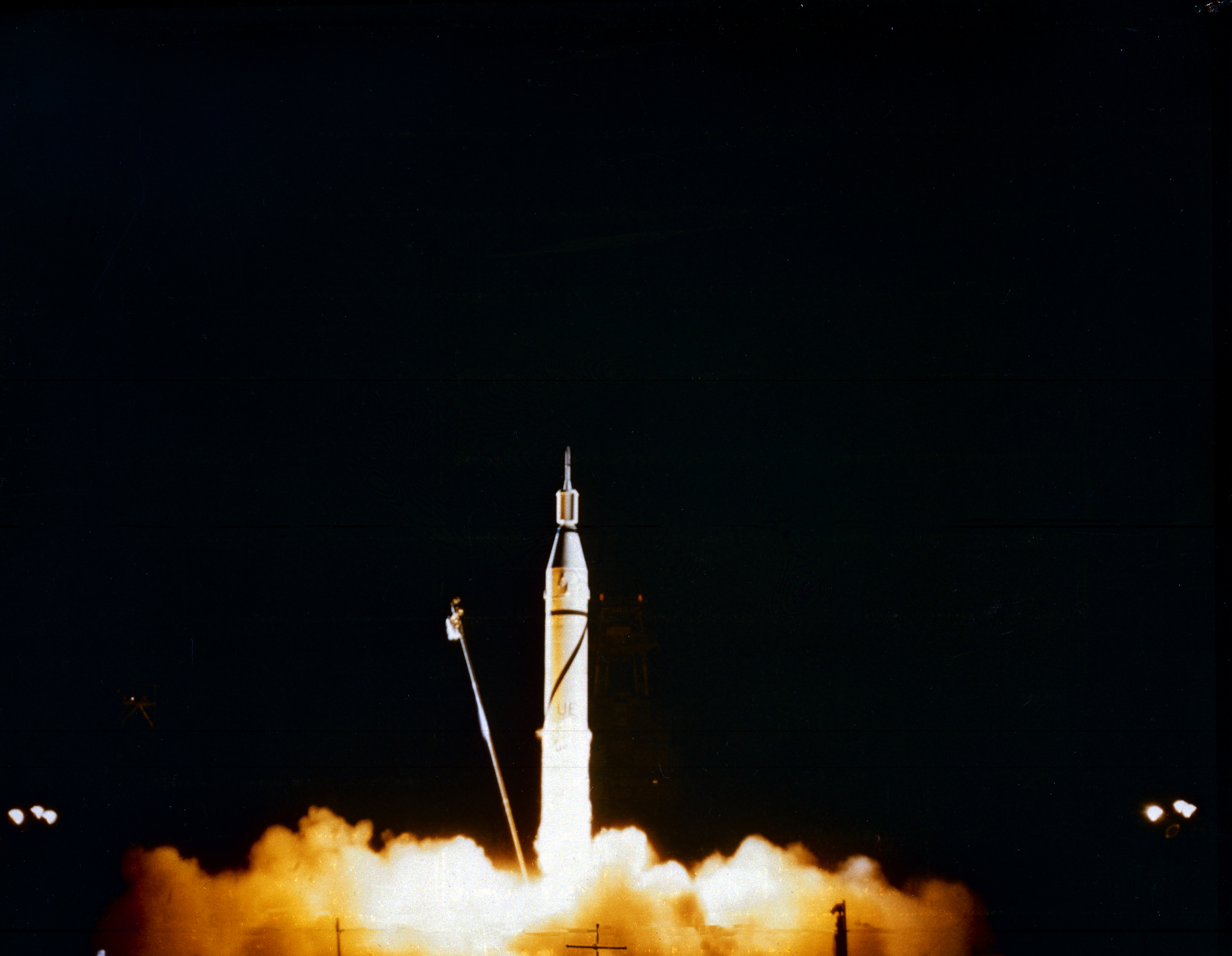
El coet Jupiter igniciant-se amb l'Explorer 1

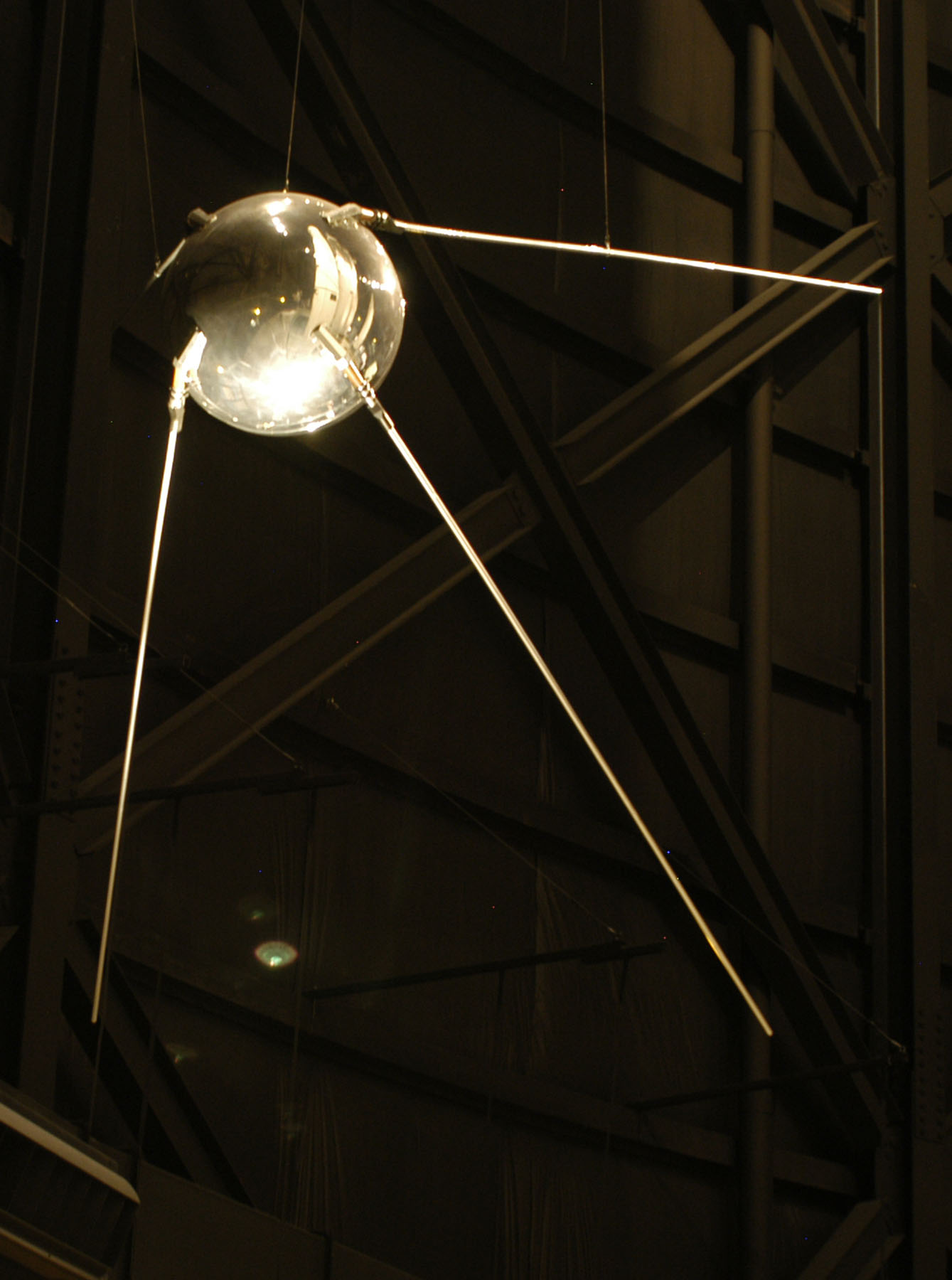
El Spútnik va causar un gran enrenou a l'Oest

El programa Explorer va ser el primer intent dels Estats Units per llançar un satèl·lit artificial. Va començar com una proposta de l'Exèrcit dels Estats Units per col·locar un satèl·lit científic en òrbita durant l'Any Geofísic Internacional; no obstant això, aquesta proposta va ser rebutjada en favor del Programa Vanguard de la Marina americana. El programa Explorer va ser posteriorment restablert per posar-se al dia amb la Unió Soviètica després que llancesin el Spútnik 1 el 4 d'octubre de 1957. (Vegeu: Crisi de l'Spútnik) L'Explorer 1 va ser llançat el 31 de gener de 1958. A més de ser el primer satèl·lit dels EUA, és conegut pel descobriment del cinturó de radiació de Van Allen.
El programa Explorer va ser transferit a la NASA, que va continuar utilitzant el nom en una sèrie de missions espacials relativament petites encara en curs avui en dia, típicament un satèl·lit artificial amb un enfocament científic. A través dels anys, la NASA ha posat en marxa una sèrie de naus espacials Explorer transportant una àmplia varietat d'investigacions científiques.
Els satèl·lits Explorer han realitzat descobriments importants: la magnetosfera de la Terra i la forma del seu camp de gravetat; el vent solar; propietats dels micrometeoroides que plouen sobre la Terra, com també raigs, còsmic, ultraviolats, i raigs X del sistema solar i l'espai exterior; física ionosfèrica; plasma solar; partícules energètiques solars; i física atmosfèrica. Aquestes missions també han investigat la densitat de l'aire, radioastronomia, geodèsia, i astronomia de raigs gamma. Diversos telescopis espacials han realitzat una àmplia varietat de descobriments, incloent el primer asteroide troià de la Terra.
El Explorers Program Office al Goddard Space Flight Center a Greenbelt, Maryland, proporciona una gestió de les múltiples missions d'exploració científiques al programa de vol espacial Explorer. Les missions es caracteritzen per un cost relativament moderat, més de petites a mitjanes missions que són capaces de ser muntades, provades i llançades en un curt interval de temps comparades amb els grans observatoris.
Les categories de l'Explorer inclouen el MIDEX, SMEX, UNEX, i altres. Existeix un subprograma anomenat Missions of Opportunity (MO) que ha finançat instruments de missions que no formen part de la NASA.
Els llançadors s'inclouen el Jupiter C (Juno I), Juno II, diversos coets Thor com el Thor-Able, Scout, diversos coets Delta i Delta II de la família de coets Delta, i Pegasus.

## Naus espacials per any
Les estadístiques dels Explorer es troben en el catàleg de la NSSDC, típicament assignades per a cada nau espacial en una missió. No obstant això, una font diu que no se'ls va assignar oficialment després del 1975.
| #  | Nom(s)                                                                                  | Data de Llançament     | Missió                                                                                   | Fi de la Data                                                                  | Reentrada                               |
| -- | --------------------------------------------------------------------------------------- | ---------------------- | ---------------------------------------------------------------------------------------- | ------------------------------------------------------------------------------ | --------------------------------------- |
| 1  | Explorer 1                                                                              | 31 de gener de 1958    | Estudis de partícules energètiques, va descobrir el cinturó de radiació de Van Allen     | 23 de maig de 1958                                                             | 31 de març de 1970                      |
| 2  | Explorer 2                                                                              | 5 de març de 1958      | no va assolir l'òrbita                                                                   | –                                                                              | –                                       |
| 3  | Explorer 3 (Gamma 1)                                                                    | 26 de març de 1958     | Estudis de partícules energètiques                                                       | 27 de juny de 1958                                                             | 27 de juny de 1958                      |
| 4  | Explorer 4                                                                              | 26 de juliol de 1958   | Estudis de proves nuclears                                                               | 5 d'octubre de 1958                                                            | 23 d'octubre de 1959                    |
| 5  | Explorer 5                                                                              | 24 d'agost de 1958     | No va assolir l'òrbita                                                                   | –                                                                              | –                                       |
| 7x | Explorer 7x (S 1)                                                                       | 16 de juliol de 1959   | Mesura del balanç de la radiació terrestre, destruït per seguretat del vol               | –                                                                              | –                                       |
| 6  | Explorer 6 (S-2 (Able 3))                                                               | 7 d'agost de 1959      | Investigació de la magnetosfera                                                          | 6 d'octubre de 1959                                                            | 1 de juliol de 1961                     |
| 7  | Explorer 7 (S 1A)                                                                       | 13 d'octubre de 1959   | Estudis de partícules energètiques                                                       | 24 d'agost de 1961                                                             | En òrbita                               |
| –  | S 46                                                                                    | 23 de març de 1960     | Analitzar les energies de la radiació d'electrons i protons, però no va assolir l'òrbita | –                                                                              | –                                       |
| 8  | Explorer 8 (S 30)                                                                       | 3 de novembre de 1960  | Va measurar la composició atmosfèrica de la ionosfera                                    | 27 de desembre de 1960                                                         | 27 de març de 2012                      |
| –  | S 56                                                                                    | 4 de desembre de 1960  | Mesurament de densitat atmosfèrica, però no va assolir l'òrbita                          | –                                                                              | –                                       |
| 9  | Explorer 9 (S 56A)                                                                      | 16 de febrer de 1961   | Mesurament de densitat atmosfèrica                                                       | 9 d'abril de 1964                                                              | 9 d'abril de 1964                       |
| –  | S 45                                                                                    | 24 de febrer de 1961   | Investigació de la ionosfera, però no va assolir l'òrbita                                | –                                                                              | –                                       |
| 10 | Explorer 10 (P 14)                                                                      | 25 de març de 1961     | Va investigar el camp magnètic entre la Terra i la Lluna                                 | 25 de març de 1961                                                             | 1 de juny de 1968                       |
| 11 | Explorer 11 (S 15)                                                                      | 27 d'abril de 1961     | Astronomia de raigs gamma                                                                | 17 de novembre de 1961                                                         | En òrbita                               |
| –  | S 45A                                                                                   | 25 de maig de 1961     | Investigació de la ionosfera, però no va assolir l'òrbita                                | –                                                                              | –                                       |
| –  | S 55 (Meteoroid Satellite-A, Micrometeorite Explorer)                                   | 30 de juny de 1961     | Investigació de micrometeoroides, però no va assolir l'òrbita                            | –                                                                              | –                                       |
| 12 | EPE-A (S 3, Energetic Particle Explorer-A)                                              | 16 d'agost de 1961     | Investigació de partícules energètiques                                                  | 6 de desembre de 1961                                                          | 1 de setembre de 1963                   |
| 13 | S 55A                                                                                   | 25 d'agost de 1961     | Investigació de micrometeoroides                                                         | 28 d'agost de 1961                                                             | 28 d'agost de 1961                      |
| 14 | EPE-B (Energetic Particle Explorer-B)                                                   | 2 d'octubre de 1962    | Investigació de partícules energètiques                                                  | 11 d'agost de 1963                                                             | 1 de juliol de 1966                     |
| 15 | EPE-C (Energetic Particle Explorer-C)                                                   | 27 d'octubre de 1962   | Investigació de partícules energètiques                                                  | 30 de gener 1963                                                               | 15 de gener de 1978                     |
| 16 | S 55B                                                                                   | 16 de desembre de 1962 | Investigació de micrometeoroides                                                         | 22 de juliol de 1963                                                           | En òrbita                               |
| 17 | AE-A (Atmosphere Explorer-A)                                                            | 3 d'abril de 1963      | Investigació atmosfèrica                                                                 | 10 de juliol de 1963                                                           | 24 de novembre de 1966                  |
| 18 | IMP-A (IMP 1, Interplanetary Monitoring Platform-A)                                     | 27 de novembre de 1963 | Investigació magnetosfèrica                                                              | 10 de maig de 1965                                                             | 30 de desembre de 1965                  |
| 19 | AD-A (Atmospheric Density-A)                                                            | 19 de desembre de 1963 | Mesurament de densitat atmosfèrica                                                       | 10 de maig de 1981                                                             | 10 de maig de 1981                      |
| 20 | IE-A (S 48, TOPSI, Ionosphere Explorer-A)                                               | 25 d'agost de 1964     | Investigació de la ionosfera                                                             | 29 de desembre de 1965                                                         | En òrbita                               |
| 21 | IMP-B (IMP 2, Interplanetary Monitoring Platform-B)                                     | 4 d'octubre de 1964    | Investigació magnetosfèrica                                                              | 13 d'octubre de 1965                                                           | 30 de gener de 1966                     |
| 22 | BE-B (S 66, Beacon Explorer-B)                                                          | 10 d'octubre de 1964   | Investigació ionosfèrica i geodètica                                                     | Febrer del 1970                                                                | En òrbita                               |
| 23 | S 55C (Explorer 23)                                                                     | 6 de novembre de 1964  | Investigació de micrometeòrica                                                           | 7 de novembre de 1965                                                          | 29 de juny de 1983                      |
| 24 | AD-B (Atmospheric Density-B)                                                            | 21 de novembre de 1964 | Mesurament de densitat atmosfèrica                                                       | 18 d'octubre de 1968                                                           | 18 d'octubre de 1968                    |
| 25 | Injun 4 (IE-B, Ionosphere Explorer-B)                                                   | 21 de novembre de 1964 | Investigació ionosfèrica                                                                 | Desembre de 1966                                                               | En òrbita                               |
| 26 | EPE-D (Energetic Particle Explorer-D)                                                   | 21 de desembre de 1964 | Observacions de partícules d'alta energia                                                | 27 de desembre de 1967                                                         | En òrbita                               |
| 27 | BE-C (Beacon Explorer-C)                                                                | 29 d'abril de 1965     | Investigació magnetosfèrica                                                              | 20 de juliol de 1973                                                           | En òrbita                               |
| 28 | IMP-C (IMP 3, Interplanetary Monitoring Platform-C)                                     | 29 de maig de 1965     | Investigació magnetosfèrica                                                              | 12 de maig de 1967                                                             | 4 de juliol de 1968                     |
| 29 | GEOS 1 (GEOS-A)                                                                         | 6 de novembre de 1965  | Control geodètic terrestre                                                               | 23 de juny de 1978                                                             | En òrbita                               |
| 30 | SOLRAD 8 (SE-A)                                                                         | 19 de novembre de 1965 | Control de radiació solar (Per cobrir la missió ELINT)                                   | 5 de novembre de 1967                                                          | En òrbita                               |
| 31 | DME A                                                                                   | 29 de novembre de 1965 | Investigació ionosfèrica                                                                 | 1 d'octubre de 1969                                                            | En òrbita                               |
| 32 | AE-B (Atmosphere Explorer-B)                                                            | 25 de maig de 1966     | Investigació atmosfèrica                                                                 | Març del 1967                                                                  | 22 de febrer de 1985                    |
| 33 | IMP-D (AIMP 1, Anchored IMP 1, Interplanetary Monitoring Platform-D)                    | 1 de juliol de 1966    | Investigació magnetosfèrica                                                              | 21 de setembre de 1971                                                         | En òrbita                               |
| 34 | IMP-F (IMP 4, Interplanetary Monitoring Platform-F)                                     | 24 de maig de 1967     | Investigació magnetosfèrica                                                              | 3 de maig de 1969                                                              | 3 de maig de 1969                       |
| 35 | IMP-E (AIMP-E, AIMP 2, Anchored IMP 2, Interplanetary Monitoring Platform-E)            | 19 de juliol de 1967   | Investigació magnetosfèrica                                                              | 24 de juny de 1973                                                             | En òrbita lunar                         |
| 36 | GEOS 2 (GEOS-B)                                                                         | 11 de gener de 1968    | Control geodètic terrestre                                                               | 1 de juliol de 1982                                                            | En òrbita                               |
| 37 | Solrad 9 (SE B)                                                                         | 5 de març de 1968      | Control de radiació solar (Per cobrir la missió ELINT)                                   | 30 d'abril 1974                                                                | 16 de novembre de 1990                  |
| 38 | RAE-A (RAE 1, Radio Astronomy Explorer-A)                                               | 4 de juliol de 1968    | Radioastronomia                                                                          | ?                                                                              | En òrbita                               |
| 39 | AD-C (Atmospheric Density-C)                                                            | 8 d'agost de 1968      | Mesurament de densitat atmosfèrica                                                       | 23 de juny de 1971                                                             | 22 de juny de 1981                      |
| 40 | Injun 5 (Injun C, IE-C, Ionosphere Explorer-C)                                          | 8 d'agost de 1968      | Investigació magnetosfèrica                                                              | Juny del 1971                                                                  | En òrbita                               |
| 41 | IMP-G (IMP 5, Interplanetary Monitoring Platform-G)                                     | 21 de juny de 1969     | Investigació magnetosfèrica                                                              | 23 de desembre de 1972                                                         | 23 de desembre de 1972                  |
| 42 | SAS-A (Small Astronomy Satellite-A, SAS 1)                                              | 12 de desembre de 1970 | Astronomia de raigs X                                                                    | 4 de gener de 1975                                                             | 5 d'abril de 1979                       |
| 43 | IMP-H (IMP 6, Interplanetary Monitoring Platform-H)                                     | 13 de març de 1971     | Investigació magnetosfèrica                                                              | 2 d'octubre de 1974                                                            | 2 d'octubre de 1974                     |
| 44 | Solrad 10 (SE-C, SOLRAD-C)                                                              | 8 de juliol de 1971    | Control de radiació solar (Per cobrir la missió ELINT)                                   | 30 de juny de 1973                                                             | 15 de desembre de 1979                  |
| 45 | SSS-A (S-Cubed A)                                                                       | 15 de novembre de 1971 | Investigació magnetosfèrica                                                              | 30 de setembre de 1974                                                         | 10 de gener de 1992                     |
| 46 | Meteoroid Technology Satellite (MTS, METEC)                                             | 13 d'agost de 1972     | Investigació de micrometeoroides                                                         | 4 de novembre de 1974                                                          | 2 de novembre de 1979                   |
| 47 | IMP-I (IMP 7, Interplanetary Monitoring Platform-I)                                     | 23 de setembre de 1972 | Investigació magnetosfèrica                                                              | 31 d'octubre de 1978                                                           | En òrbita                               |
| 48 | SAS-B (Small Astronomy Satellite-B, SAS 2)                                              | 15 de novembre de 1972 | Astronomia de raigs X                                                                    | 8 de juny de 1973                                                              | 20 d'agost de 1980                      |
| 49 | RAE-B (RAE 2, Radio Astronomy Explorer-B)                                               | 10 de juny de 1973     | Radioastronomia                                                                          | 26 d'abril de 1977                                                             | En òrbita lunar                         |
| 50 | IMP J (IMP 8, Interplanetary Monitoring Platform-J)                                     | 26 d'octubre de 1973   | Investigació magnetosfèrica                                                              | 7 d'octubre de 2006                                                            | En òrbita                               |
| 51 | AE-C (Atmosphere Explorer-C)                                                            | 16 de desembre de 1973 | Investigació atmosfèrica                                                                 | ?                                                                              | 12 de desembre de 1978                  |
| 52 | Hawkeye 1, Injun 6 (IE-D, Ionosphere Explorer-D)                                        | 3 de juny de 1974      | Investigació magnetosfèrica                                                              | 28 d'abril de 1978                                                             | 28 d'abril de 1978                      |
| 53 | SAS-C (Small Astronomy Satellite-C, SAS 3)                                              | 7 de maig de 1975      | Astronomia de raigs X                                                                    | 7 d'abril de 1979                                                              | 9 d'abril de 1979                       |
| 54 | AE-D (Atmosphere Explorer-D)                                                            | 6 d'octubre de 1975    | Investigació atmosfèrica                                                                 | 29 de gener de 1976                                                            | 12 de març de 1976                      |
| 55 | AE-E (Atmosphere Explorer-E)                                                            | 20 de novembre de 1975 | Investigació atmosfèrica                                                                 | 25 de setembre de 1980                                                         | 10 de juny de 1981                      |
| 56 | ISEE 1 & 2 (International Sun-Earth Explorer-A & B)                                     | 22 d'octubre de 1977   | Investigació magnetosfèrica                                                              | 26 de setembre de 1987                                                         | 26 de setembre de 1987                  |
| 57 | IUE                                                                                     | 26 de gener de 1978    | Astronomia ultraviolada                                                                  | 30 de setembre de 1996                                                         | En òrbita                               |
| 58 | HCMM (AEM-A, Applications Explorer Mission-A, Heat Capacity Mapping Mission)            | 26 d'abril de 1978     | Mapa tèrmic terrestre                                                                    | 30 de setembre de 1980                                                         | 22 de setembre de 1981                  |
| 59 | ISEE 3 (International Sun-Earth Explorer-C, ICE)                                        | 12 d'agost de 1978     | Investigació magnetosfèrica                                                              | Hibernació                                                                     | En òrbita heliocèntrica                 |
| 60 | SAGE (AEM-B, Applications Explorer Mission-B, Stratospheric Aerosol and Gas Experiment) | 18 de febrer de 1979   | Dades d'aerosol estratosfèriques i ozó                                                   | 7 de gener de 1982                                                             | 11 d'abril de 1989                      |
| 61 | MAGSAT (AEM-C, Applications Explorer Mission-C, Magnetic Field Satellite)               | 30 d'octubre de 1979   | Mapa propera de la superfície del camp magnètic terrestre                                | 6 de maig de 1980                                                              | 11 de juny de 1980                      |
| 62 | DE 1 (DE-A, Dynamics Explorer-A)                                                        | 3 d'agost de 1981      | Investigació magnetosfèrica                                                              | 28 de febrer de 1991                                                           | En òrbita                               |
| 63 | DE 2 (DE-B, Dynamics Explorer-B)                                                        | 3 d'agost de 1981      | Investigació magnetosfèrica                                                              | 1983                                                                           | 19 de febrer de 1983                    |
| 64 | SME (Solar Mesosphere Explorer)                                                         | 6 d'octubre de 1981    | Investigació atmosfèrica                                                                 | 4 d'abril de 1989                                                              | 5 de març de 1991                       |
| 65 | AMTPE/CCE (Active Magnetospheric Particle Tracer Explorers/Charge Composition Explorer) | 16 d'agost de 1984     | Investigació magnetosfèrica                                                              | 12 de juliol de 1989                                                           | En òrbita                               |
| 66 | COBE                                                                                    | 18 de novembre de 1989 | Astronomia de microones                                                                  | 23 de desembre de 1993                                                         | En òrbita                               |
| 67 | EUVE                                                                                    | 7 de juny de 1992      | Astronomia ultraviolada                                                                  | 30 de gener de 2002                                                            | 30 de gener de 2002                     |
| 68 | SAMPEX                                                                                  | 3 de juliol de 1992    | Investigació magnetosfèrica                                                              | 30 de juny de 2004                                                             | 13 de novembre de 2012.                 |
| 69 | RXTE                                                                                    | 30 de desembre de 1995 | Astronomia de raigs X                                                                    | 3 de gener de 2012 Va operar durant 16 anys                                    | En òrbita                               |
| 70 | FAST                                                                                    | 21 d'agost de 1996     | Fenomen d'aurores                                                                        | 2009?                                                                          | En òrbita                               |
| 71 | ACE                                                                                     | 25 d'agost de 1997     | Investigació de partícules solar/interplanetari/interestel·lar                           | Operacional                                                                    | En òrbita L1                            |
| 72 | SNOE                                                                                    | 26 de febrer de 1998   | Investigació atmosfèrica                                                                 | 13 de desembre de 2003                                                         | 13 de desembre de 2003                  |
| 73 | TRACE                                                                                   | 2 d'abril de 1998      | Observatori solar                                                                        | 21 de juny de 2010 (Hibernation)                                               | En òrbita                               |
| 74 | SWAS                                                                                    | 6 de desembre de 1998  | Astronomia submil·limètrica                                                              | Juliol del 2004 hibernation Agost del 2005 després de la submissió Deep Impact | En òrbita                               |
| 75 | WIRE                                                                                    | 5 de març de 1999      | Astronomia infraroja, la missió primària va fallar a causa de la pèrdua del refrigerant  | Sense poder realitzar el sondeig, missió secundària limitada                   | 10 de maig de 2011                      |
| 76 | TERRIERS                                                                                | 18 de maig de 1999     | Investigació atmosfèrica, el satèl·lit va fallar poc després d'assolir l'òrbita          | 18 de maig de 1999                                                             | En òrbita                               |
| 77 | FUSE                                                                                    | 23 de juny de 1999     | Astronomia ultraviolada                                                                  | 18 d'octubre de 2007                                                           | En òrbita                               |
| 78 | IMAGE                                                                                   | 25 de març de 2000     | Investigació magnetosfèrica                                                              | 18 de desembre de 2005                                                         | Contacte perdut                         |
| 79 | HETE-2                                                                                  | 9 d'octubre de 2000    | Astronomia de raigs UV, X i gamma                                                        | Passat                                                                         | En òrbita                               |
| 80 | WMAP                                                                                    | 30 de juny de 2001     | Astronomia de microones                                                                  | Octubre del 2010                                                               | Anteriorment en òrbita L2. Òrbita solar |
| 81 | RHESSI                                                                                  | 5 de febrer de 2002    | Control d'erupcions solars amb raigs X i gamma                                           | Operacional                                                                    | En òrbita                               |
| 82 | CHIPSat                                                                                 | 13 de gener de 2003    | Astronomia i espactroscopia ultraviolada                                                 | 11 d'abril de 2008                                                             | En òrbita                               |
| 83 | GALEX                                                                                   | 28 d'abril de 2003     | Astronomia ultraviolada                                                                  | Operacional                                                                    | En òrbita                               |
| 84 | SWIFT                                                                                   | 20 de novembre de 2004 | Astronomia de raigs gamma                                                                | Operacional                                                                    | En òrbita                               |
| 85 | THEMIS A                                                                                | 17 de febrer de 2007   | Investigació magnetosfèrica                                                              | Operacional                                                                    | En òrbita                               |
| 86 | THEMIS B (ARTEMIS P1)                                                                   | 17 de febrer de 2007   | Investigació magnetosfèrica                                                              | Operacional                                                                    | En òrbita                               |
| 87 | THEMIS C (ARTEMIS P2)                                                                   | 17 de febrer de 2007   | Investigació magnetosfèrica                                                              | Operacional                                                                    | En òrbita                               |
| 88 | THEMIS D                                                                                | 17 de febrer de 2007   | Investigació magnetosfèrica                                                              | Operacional                                                                    | En òrbita                               |
| 89 | THEMIS E                                                                                | 17 de febrer de 2007   | Investigació magnetosfèrica                                                              | Operacional                                                                    | En òrbita                               |
| 90 | AIM                                                                                     | 25 d'abril de 2007     | Observació de núvols noctilucents                                                        | Operacional                                                                    | En òrbita                               |
| 91 | IBEX                                                                                    | 19 d'octubre de 2008   | Mapa dels límits entre el sistema solar i l'espai interestel·lar.                        | Operacional                                                                    | En òrbita                               |
| 92 | WISE                                                                                    | 14 de desembre de 2009 | Astronomia infraroja                                                                     | 17 de febrer de 2011 Hibernació                                                | En òrbita                               |
| 93 | NuSTAR                                                                                  | 13 de juny de 2012     | Astronomia de raigs X d'alta energia                                                     | Operacional                                                                    | En òrbita                               |

## Naus espacials per nom

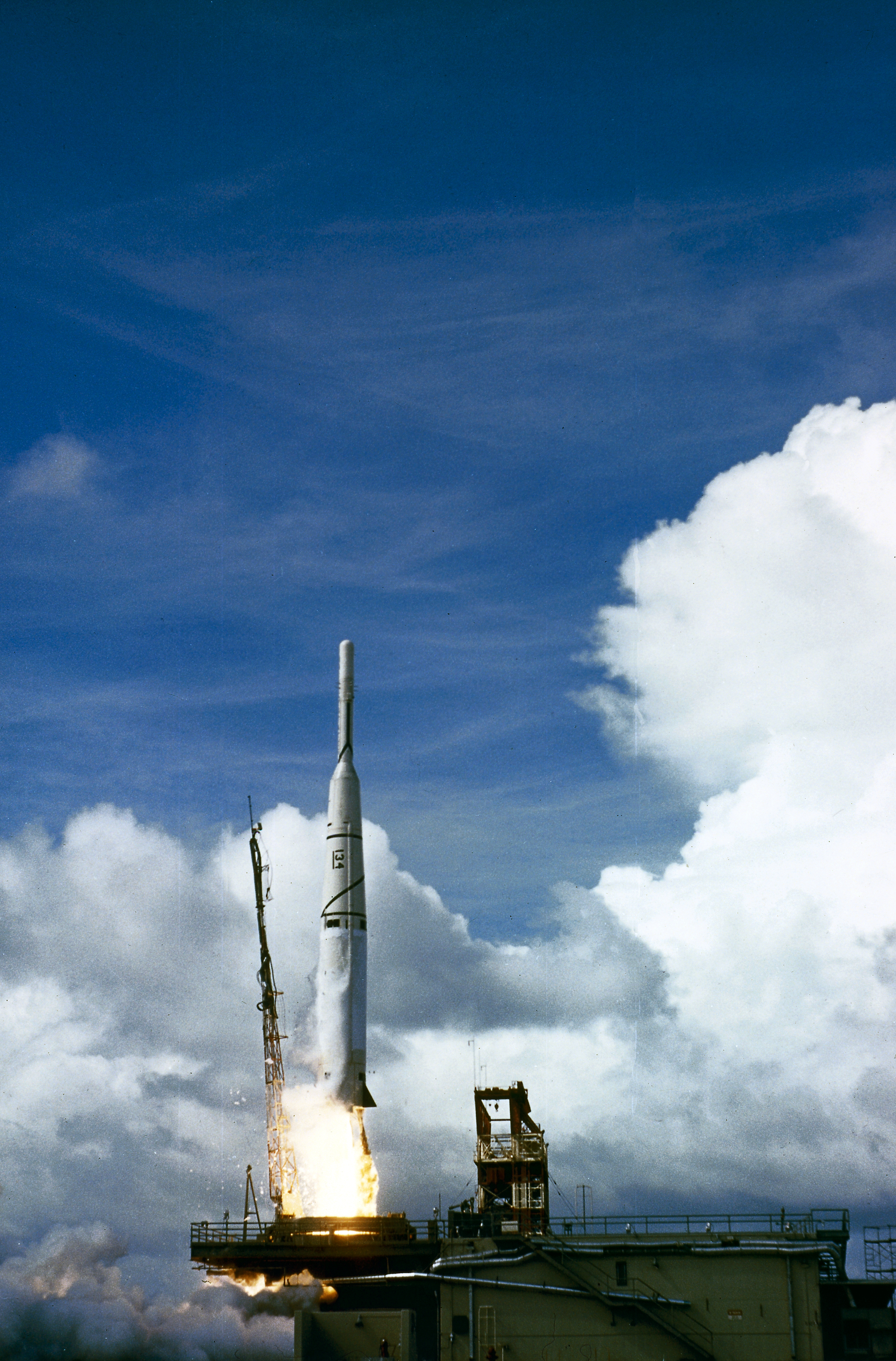
L'Explorer 6 en un Thor-Able III llançat l'agost de 1959

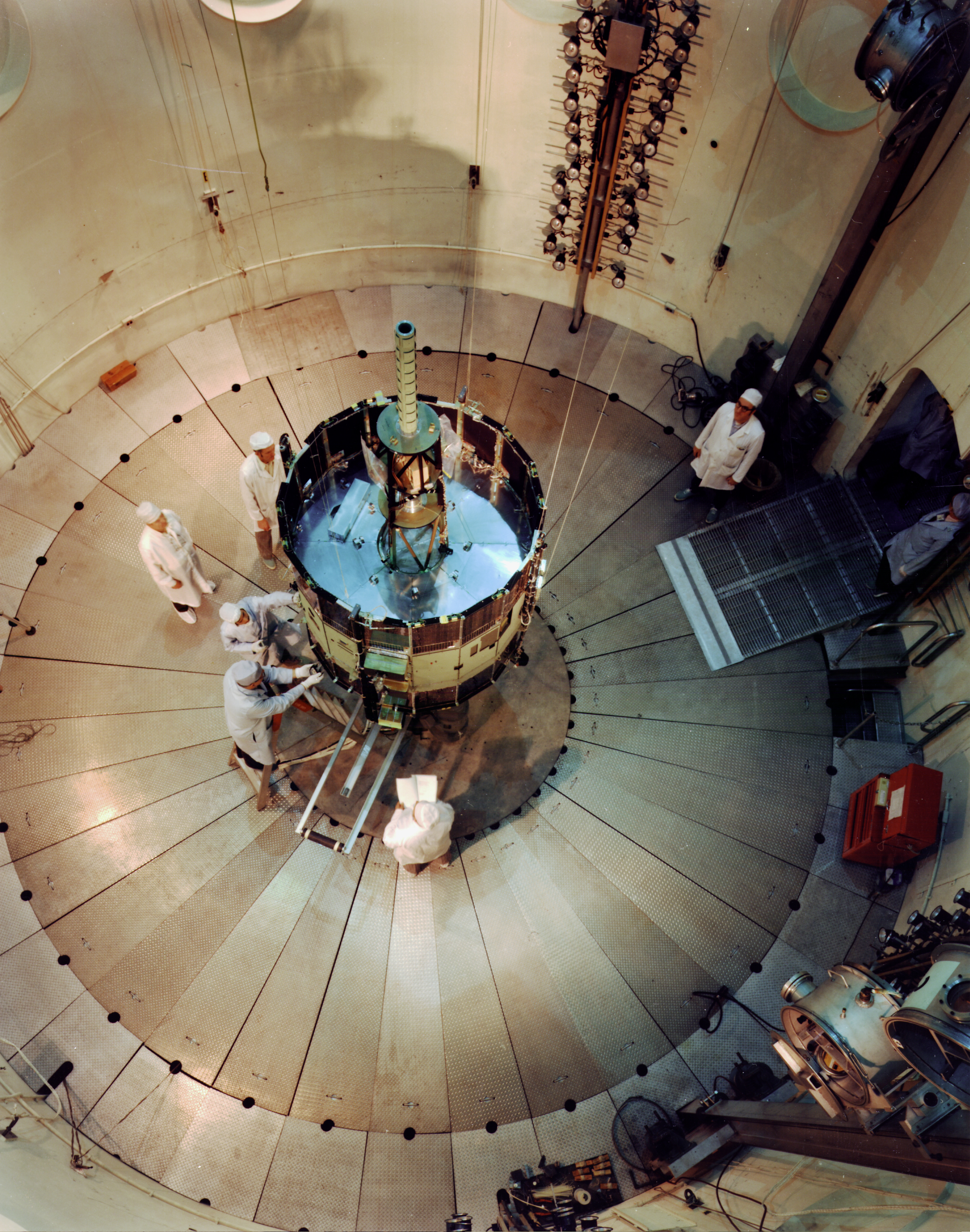
El ISEE-C en la cambra de proves dinàmiques, 1978

Les missions Explorer en la llista del NSSDC.  Això no inclou el Missions of Opportunity (MO), però inclou algunes naus espacials amb llançaments fallits o que van ser cancel·lats.
| \| Nom de la Nau \| Explorer # \| NSSDC ID \| Data de Llançament \| Vehicle de Llançament \| \| ----------------------------------- \| ------------- \| --------- \| ------------------ \| --------------------- \| \| ACE \| Explorer 71 \| 1997-045A \| 1997-08-25 \| Delta II 7920 \| \| AIM \| Explorer 90 \| 2007-015A \| 2007-04-25 \| Pegasus XL \| \| AD-A \| Explorer 19 \| 1963-053A \| 1963-12-19 \| Scout \| \| AD-B \| Explorer 24 \| 1964-076A \| 1964-11-21 \| Scout \| \| AD-C \| Explorer 39 \| 1968-066A \| 1968-08-08 \| Scout \| \| AE-A \| Explorer 17 \| 1963-009A \| 1963-04-03 \| Thor-Delta \| \| AE-B \| Explorer 32 \| 1966-044A \| 1966-05-25 \| Delta \| \| AE-C \| Explorer 51 \| 1973-101A \| 1973-12-16 \| Delta \| \| AE-D \| Explorer 54 \| 1975-096A \| 1975-10-06 \| Delta \| \| AE-E \| Explorer 55 \| 1975-107A \| 1975-11-20 \| Delta \| \| AMPTE/CCE \| Explorer 65 \| 1984-088A \| 1984-08-16 \| Delta \| \| BE-B \| Explorer 22 \| 1964-064A \| 1964-10-10 \| Scout \| \| BE-C \| Explorer 27 \| 1965-032A \| 1965-04-29 \| Scout \| \| CHIPS \| Explorer 82 \| 2003-002B \| 2003-01-13 \| Delta II \| \| COBE \| Explorer 66 \| 1989-089A \| 1989-11-18 \| Delta \| \| DME-A \| Explorer 31 \| 1965-098B \| 1965-11-29 \| Thor-Agena B \| \| Dynamics Explorer 1 \| Explorer 62 \| 1981-070A \| 1981-08-03 \| Delta \| \| Dynamics Explorer 2 \| Explorer 63 \| 1981-070B \| 1981-08-03 \| Delta \| \| EUVE \| Explorer 67 \| 1992-031A \| 1992-06-07 \| Delta II \| \| Explorer 1 \| Explorer 1 \| 1958-001A \| 1958-02-01 \| Jupiter C (Juno I) \| \| Explorer 2 \| Explorer 2 \| EXPLR2 \| 1958-03-05 \| Jupiter C (Juno I) \| \| Explorer 3 \| Explorer 3 \| 1958-003A \| 1958-03-26 \| Juno \| \| Explorer 4 \| Explorer 4 \| 1958-005A \| 1958-07-26 \| Juno \| \| Explorer 5 \| Explorer 5 \| EXPLR5 \| 1958-08-24 \| Jupiter C (Juno I) \| \| Explorer 6 \| Explorer 6 \| 1959-004A \| 1959-08-07 \| Thor-Able \| \| Explorer 7 \| Explorer 7 \| 1959-009A \| 1959-10-13 \| Juno \| \| Explorer 7X \| Explorer 7x \| EXP-7X \| 1959-07-16 \| Juno 2 (Juno II) \| \| Explorer 8 \| Explorer 8 \| 1960-014A \| 1960-11-03 \| Juno \| \| Explorer 9 \| Explorer 9 \| 1961-004A \| 1961-02-16 \| Scout \| \| Explorer 12 \| Explorer 12 \| 1961-020A \| 1961-08-16 \| Thor-Delta \| \| Explorer 14 \| Explorer 14 \| 1962-051A \| 1962-10-02 \| Thor-Delta \| \| Explorer 15 \| Explorer 15 \| 1962-059A \| 1962-10-27 \| Thor-Delta \| \| Explorer 26 \| Explorer 26 \| 1964-086A \| 1964-12-21 \| Delta \| \| Explorer 33 \| Explorer 33 \| 1966-058A \| 1966-07-01 \| Delta \| \| Explorer 35 \| Explorer 35 \| 1967-070A \| 1967-07-19 \| Delta \| \| Explorer S45 \| Explorer S45 \| EXS-451 \| 1961-02-24 \| Juno \| \| Explorer S45A \| Explorer S45A \| EXS-452 \| 1961-05-24 \| Juno 2 (Juno II) \| \| Explorer S55 \| Explorer S55 \| EXS-55 \| 1961-06-30 \| Scout \| \| FAST \| Explorer 70 \| 1996-049A \| 1996-08-21 \| Pegasus XL \| \| FUSE \| Explorer 77 \| 1999-035A \| 1999-06-24 \| Delta II 7320 \| \| GALEX \| Explorer 83 \| 2003-017A \| 2003-04-28 \| Pegasus XL \| \| GEOS 1 \| Explorer 29 \| 1965-089A \| 1965-11-06 \| Delta \| \| GEOS 2 \| Explorer 36 \| 1968-002A \| 1968-01-11 \| Delta \| \| Hawkeye 1 \| Explorer 52 \| 1974-040A \| 1974-06-03 \| Scout \| \| HCMM \| Explorer 58 \| 1978-041A \| 1978-04-26 \| Scout-F \| \| HETE 2 \| Explorer 79 \| 2000-061A \| 2000-10-09 \| Pegasus \| \| IBEX \| Explorer 91 \| 2008-051A \| 2008-10-19 \| Pegasus XL \| \| IE-A \| Explorer 20 \| 1964-051A \| 1964-08-25 \| Scout \| \| IMAGE \| Explorer 78 \| 2000-017A \| 2000-03-25 \| Delta II 7326 \| \| IMP-A \| Explorer 18 \| 1963-046A \| 1963-11-27 \| Thor-Delta \| \| IMP-B \| Explorer 21 \| 1964-060A \| 1964-10-04 \| Delta \| \| IMP-C \| Explorer 28 \| 1965-042A \| 1965-05-29 \| Delta \| \| IMP-F \| Explorer 34 \| 1967-051A \| 1967-05-24 \| Delta \| \| IMP-G \| Explorer 41 \| 1969-053A \| 1969-06-21 \| Delta \| \| IMP-H \| Explorer 47 \| 1972-073A \| 1972-09-23 \| Delta \| \| IMP-I \| Explorer 43 \| 1971-019A \| 1971-03-13 \| Delta \| \| IMP-J \| Explorer 50 \| 1973-078A \| 1973-10-26 \| Delta \| \| Injun 4 \| Explorer 25 \| 1964-076B \| 1964-11-21 \| Scout \| \| Injun 5 \| Explorer 40 \| 1968-066B \| 1968-08-08 \| Scout \| \| ISEE 1 \| Explorer 56 \| 1977-102A \| 1977-10-22 \| Delta \| \| ISEE 3 \| Explorer 59 \| 1978-079A \| 1978-08-12 \| Delta \| \| IUE \| Explorer 57 \| 1978-012A \| 1978-01-26 \| Delta \| \| Magnetic Storm Satellite cancel·lat \| Explorer-A \| MSS-A \| \| Scout? \| \| Magsat \| Explorer 61 \| 1979-094A \| 1979-10-30 \| Scout \| \| Meteoroid Technology Satellite \| Explorer 46 \| 1972-061A \| 1972-08-13 \| Scout \| \| NuSTAR \| Explorer 93 \| 2012-??? \| 2012-06-13 \| Pegasus XL \| \| P 14 \| Explorer 10 \| 1961-010A \| 1961-03-25 \| Thor-Delta \| \| RAE-A \| Explorer 38 \| 1968-055A \| 1968-07-04 \| Delta \| \| RAE-B \| Explorer 49 \| 1973-039A \| 1973-06-10 \| Delta \| \| RHESSI \| Explorer 81 \| 2002-004A \| 2002-02-05 \| Pegasus XL \| \| S 15 \| Explorer 11 \| 1961-013A \| 1961-04-27 \| Juno \| \| S 46A \| Explorer S-46 \| EXS-46 \| 1960-03-23 \| Juno 2 (Juno II) \| \| S 55A \| Explorer 13 \| 1961-022A \| 1961-08-25 \| Scout \| \| S 55B \| Explorer 16 \| 1962-070A \| 1962-12-16 \| Scout \| \| S 55C \| Explorer 23 \| 1964-074A \| 1964-11-06 \| Scout \| \| S 56 \| Explorer S-56 \| EXS-56 \| 1960-12-04 \| Scout \| \| S-Cubed A \| Explorer 45 \| 1971-096A \| 1971-11-15 \| Scout \| \| SAGE \| Explorer 60 \| 1979-013A \| 1979-02-18 \| Scout \| \| SAMPEX \| Explorer 68 \| 1992-038A \| 1992-07-03 \| Scout \| \| SAS-B \| Explorer 48 \| 1972-091A \| 1972-11-15 \| Scout \| \| SAS-C \| Explorer 53 \| 1975-037A \| 1975-05-07 \| Scout \| \| SME \| Explorer 64 \| 1981-100A \| 1981-10-06 \| Delta \| \| SNOE \| Explorer 72 \| 1998-012A \| 1998-02-26 \| Pegasus XL \| \| SOLRAD 8 \| Explorer 30 \| 1965-093A \| 1965-11-19 \| Scout \| \| SOLRAD 9 \| Explorer 37 \| 1968-017A \| 1968-03-05 \| Scout \| \| SOLRAD 10 \| Explorer 44 \| 1971-058A \| 1971-07-08 \| Scout \| \| SWAS \| Explorer 74 \| 1998-071A \| 1998-12-06 \| Pegasus XL \| \| Swift \| Explorer 84 \| 2004-047A \| 2004-11-20 \| Delta II \| \| TERRIERS \| Explorer 76 \| 1999-026A \| 1999-05-18 \| Pegasus \| \| THEMIS-A \| Explorer 85 \| 2007-004A \| 2007-02-17 \| Delta II 7925 \| \| THEMIS-B \| Explorer 86 \| 2007-004B \| 2007-02-17 \| Delta II 7925 \| \| THEMIS-C \| Explorer 87 \| 2007-004C \| 2007-02-17 \| Delta II 7925 \| \| THEMIS-D \| Explorer 88 \| 2007-004D \| 2007-02-17 \| Delta II 7925 \| \| THEMIS-E \| Explorer 89 \| 2007-004E \| 2007-02-17 \| Delta II 7925 \| \| TRACE \| Explorer 73 \| 1998-020A \| 1998-04-02 \| Pegasus XL \| \| Uhuru \| Explorer 42 \| 1970-107A \| 1970-12-12 \| Scout \| \| WIRE \| Explorer 75 \| 1999-011A \| 1999-03-05 \| Pegasus XL \| \| WISE \| Explorer 92 \| 2009-071A \| 2009-12-14 \| Delta II \| \| WMAP \| Explorer 80 \| 2001-027A \| 2001-06-30 \| Delta II \| \| X-Ray Timing Explorer \| Explorer 69 \| 1995-074A \| 1995-12-30 \| Delta II 7920 \| |               |           |                    |                       |
| Nom de la Nau | Explorer #    | NSSDC ID  | Data de Llançament | Vehicle de Llançament |
| ACE | Explorer 71   | 1997-045A | 1997-08-25         | Delta II 7920         |
| AIM | Explorer 90   | 2007-015A | 2007-04-25         | Pegasus XL            |
| AD-A | Explorer 19   | 1963-053A | 1963-12-19         | Scout                 |
| AD-B | Explorer 24   | 1964-076A | 1964-11-21         | Scout                 |
| AD-C | Explorer 39   | 1968-066A | 1968-08-08         | Scout                 |
| AE-A | Explorer 17   | 1963-009A | 1963-04-03         | Thor-Delta            |
| AE-B | Explorer 32   | 1966-044A | 1966-05-25         | Delta                 |
| AE-C | Explorer 51   | 1973-101A | 1973-12-16         | Delta                 |
| AE-D | Explorer 54   | 1975-096A | 1975-10-06         | Delta                 |
| AE-E | Explorer 55   | 1975-107A | 1975-11-20         | Delta                 |
| AMPTE/CCE | Explorer 65   | 1984-088A | 1984-08-16         | Delta                 |
| BE-B | Explorer 22   | 1964-064A | 1964-10-10         | Scout                 |
| BE-C | Explorer 27   | 1965-032A | 1965-04-29         | Scout                 |
| CHIPS | Explorer 82   | 2003-002B | 2003-01-13         | Delta II              |
| COBE | Explorer 66   | 1989-089A | 1989-11-18         | Delta                 |
| DME-A | Explorer 31   | 1965-098B | 1965-11-29         | Thor-Agena B          |
| Dynamics Explorer 1 | Explorer 62   | 1981-070A | 1981-08-03         | Delta                 |
| Dynamics Explorer 2 | Explorer 63   | 1981-070B | 1981-08-03         | Delta                 |
| EUVE | Explorer 67   | 1992-031A | 1992-06-07         | Delta II              |
| Explorer 1 | Explorer 1    | 1958-001A | 1958-02-01         | Jupiter C (Juno I)    |
| Explorer 2 | Explorer 2    | EXPLR2    | 1958-03-05         | Jupiter C (Juno I)    |
| Explorer 3 | Explorer 3    | 1958-003A | 1958-03-26         | Juno                  |
| Explorer 4 | Explorer 4    | 1958-005A | 1958-07-26         | Juno                  |
| Explorer 5 | Explorer 5    | EXPLR5    | 1958-08-24         | Jupiter C (Juno I)    |
| Explorer 6 | Explorer 6    | 1959-004A | 1959-08-07         | Thor-Able             |
| Explorer 7 | Explorer 7    | 1959-009A | 1959-10-13         | Juno                  |
| Explorer 7X | Explorer 7x   | EXP-7X    | 1959-07-16         | Juno 2 (Juno II)      |
| Explorer 8 | Explorer 8    | 1960-014A | 1960-11-03         | Juno                  |
| Explorer 9 | Explorer 9    | 1961-004A | 1961-02-16         | Scout                 |
| Explorer 12 | Explorer 12   | 1961-020A | 1961-08-16         | Thor-Delta            |
| Explorer 14 | Explorer 14   | 1962-051A | 1962-10-02         | Thor-Delta            |
| Explorer 15 | Explorer 15   | 1962-059A | 1962-10-27         | Thor-Delta            |
| Explorer 26 | Explorer 26   | 1964-086A | 1964-12-21         | Delta                 |
| Explorer 33 | Explorer 33   | 1966-058A | 1966-07-01         | Delta                 |
| Explorer 35 | Explorer 35   | 1967-070A | 1967-07-19         | Delta                 |
| Explorer S45 | Explorer S45  | EXS-451   | 1961-02-24         | Juno                  |
| Explorer S45A | Explorer S45A | EXS-452   | 1961-05-24         | Juno 2 (Juno II)      |
| Explorer S55 | Explorer S55  | EXS-55    | 1961-06-30         | Scout                 |
| FAST | Explorer 70   | 1996-049A | 1996-08-21         | Pegasus XL            |
| FUSE | Explorer 77   | 1999-035A | 1999-06-24         | Delta II 7320         |
| GALEX | Explorer 83   | 2003-017A | 2003-04-28         | Pegasus XL            |
| GEOS 1 | Explorer 29   | 1965-089A | 1965-11-06         | Delta                 |
| GEOS 2 | Explorer 36   | 1968-002A | 1968-01-11         | Delta                 |
| Hawkeye 1 | Explorer 52   | 1974-040A | 1974-06-03         | Scout                 |
| HCMM | Explorer 58   | 1978-041A | 1978-04-26         | Scout-F               |
| HETE 2 | Explorer 79   | 2000-061A | 2000-10-09         | Pegasus               |
| IBEX | Explorer 91   | 2008-051A | 2008-10-19         | Pegasus XL            |
| IE-A | Explorer 20   | 1964-051A | 1964-08-25         | Scout                 |
| IMAGE | Explorer 78   | 2000-017A | 2000-03-25         | Delta II 7326         |
| IMP-A | Explorer 18   | 1963-046A | 1963-11-27         | Thor-Delta            |
| IMP-B | Explorer 21   | 1964-060A | 1964-10-04         | Delta                 |
| IMP-C | Explorer 28   | 1965-042A | 1965-05-29         | Delta                 |
| IMP-F | Explorer 34   | 1967-051A | 1967-05-24         | Delta                 |
| IMP-G | Explorer 41   | 1969-053A | 1969-06-21         | Delta                 |
| IMP-H | Explorer 47   | 1972-073A | 1972-09-23         | Delta                 |
| IMP-I | Explorer 43   | 1971-019A | 1971-03-13         | Delta                 |
| IMP-J | Explorer 50   | 1973-078A | 1973-10-26         | Delta                 |
| Injun 4 | Explorer 25   | 1964-076B | 1964-11-21         | Scout                 |
| Injun 5 | Explorer 40   | 1968-066B | 1968-08-08         | Scout                 |
| ISEE 1 | Explorer 56   | 1977-102A | 1977-10-22         | Delta                 |
| ISEE 3 | Explorer 59   | 1978-079A | 1978-08-12         | Delta                 |
| IUE | Explorer 57   | 1978-012A | 1978-01-26         | Delta                 |
| Magnetic Storm Satellite cancel·lat | Explorer-A    | MSS-A     |                    | Scout?                |
| Magsat | Explorer 61   | 1979-094A | 1979-10-30         | Scout                 |
| Meteoroid Technology Satellite | Explorer 46   | 1972-061A | 1972-08-13         | Scout                 |
| NuSTAR | Explorer 93   | 2012-???  | 2012-06-13         | Pegasus XL            |
| P 14 | Explorer 10   | 1961-010A | 1961-03-25         | Thor-Delta            |
| RAE-A | Explorer 38   | 1968-055A | 1968-07-04         | Delta                 |
| RAE-B | Explorer 49   | 1973-039A | 1973-06-10         | Delta                 |
| RHESSI | Explorer 81   | 2002-004A | 2002-02-05         | Pegasus XL            |
| S 15 | Explorer 11   | 1961-013A | 1961-04-27         | Juno                  |
| S 46A | Explorer S-46 | EXS-46    | 1960-03-23         | Juno 2 (Juno II)      |
| S 55A | Explorer 13   | 1961-022A | 1961-08-25         | Scout                 |
| S 55B | Explorer 16   | 1962-070A | 1962-12-16         | Scout                 |
| S 55C | Explorer 23   | 1964-074A | 1964-11-06         | Scout                 |
| S 56 | Explorer S-56 | EXS-56    | 1960-12-04         | Scout                 |
| S-Cubed A | Explorer 45   | 1971-096A | 1971-11-15         | Scout                 |
| SAGE | Explorer 60   | 1979-013A | 1979-02-18         | Scout                 |
| SAMPEX | Explorer 68   | 1992-038A | 1992-07-03         | Scout                 |
| SAS-B | Explorer 48   | 1972-091A | 1972-11-15         | Scout                 |
| SAS-C | Explorer 53   | 1975-037A | 1975-05-07         | Scout                 |
| SME | Explorer 64   | 1981-100A | 1981-10-06         | Delta                 |
| SNOE | Explorer 72   | 1998-012A | 1998-02-26         | Pegasus XL            |
| SOLRAD 8 | Explorer 30   | 1965-093A | 1965-11-19         | Scout                 |
| SOLRAD 9 | Explorer 37   | 1968-017A | 1968-03-05         | Scout                 |
| SOLRAD 10 | Explorer 44   | 1971-058A | 1971-07-08         | Scout                 |
| SWAS | Explorer 74   | 1998-071A | 1998-12-06         | Pegasus XL            |
| Swift | Explorer 84   | 2004-047A | 2004-11-20         | Delta II              |
| TERRIERS | Explorer 76   | 1999-026A | 1999-05-18         | Pegasus               |
| THEMIS-A | Explorer 85   | 2007-004A | 2007-02-17         | Delta II 7925         |
| THEMIS-B | Explorer 86   | 2007-004B | 2007-02-17         | Delta II 7925         |
| THEMIS-C | Explorer 87   | 2007-004C | 2007-02-17         | Delta II 7925         |
| THEMIS-D | Explorer 88   | 2007-004D | 2007-02-17         | Delta II 7925         |
| THEMIS-E | Explorer 89   | 2007-004E | 2007-02-17         | Delta II 7925         |
| TRACE | Explorer 73   | 1998-020A | 1998-04-02         | Pegasus XL            |
| Uhuru | Explorer 42   | 1970-107A | 1970-12-12         | Scout                 |
| WIRE | Explorer 75   | 1999-011A | 1999-03-05         | Pegasus XL            |
| WISE | Explorer 92   | 2009-071A | 2009-12-14         | Delta II              |
| WMAP | Explorer 80   | 2001-027A | 2001-06-30         | Delta II              |
| X-Ray Timing Explorer | Explorer 69   | 1995-074A | 1995-12-30         | Delta II 7920         |

## Altres missions
Exemples de missions cancel·lades que inclou:
- Owl 1
- Owl 2
- MSS A
- CATSAT (STEDI 3)
- IMEX (UNEX 2)
- FAME (MIDEX 4)
- SPIDR (SMEX 8)

Es van proposar moltes més missions, però no van ser seleccionades. Per exemple en el 2011, el programa Explorer va rebre 22 sol·licitacions completes de missions, 20 missions de Opportunity, i 8 USPI.
Un altre tipus de programa anomenat Missions of Opportunity (MO), que afegeix petites missions per altres naus espacials, com un instrument més. Exemples d'això inclouen Astro-H, CINDI, TWINS, i HETE-2.

## Missions finalitzades recentment
Molts projectes d'Explorers han sigut abandonats a causa de la falta de finançament.
- RXTE - 2012
- WISE - 2011
- WMAP - 2010
- TRACE - 2010
- FAST - 2009